# Calvisson
 Calvisson là một xã trong tỉnh Gard thuộc vùng Occitanie phía nam Pháp. Xã nằm ở giữa Nîmes, Montpellier, Cevennes và Camargue.
Calvisson có cự ly 17 km về phía tây của Nîmes. Xã nằm ở chân núi phía bắc Vaunage, trong một thung lũng màu mỡ bao quanh bởi một vòng cung đồi đá vôi cao đến 200 m.

## Nhân vật địa phương nổi tiếng
- Guillaume de Nogaret
- Jean Cavalier